# مارک سومرس
مارک سومرس (انگلیسی: Marc Somers؛ زادهٔ ۲۸ ژوئن ۱۹۶۱) دوچرخه‌سوار اهل بلژیک است.